# Adelogramma
Adelogramma is een geslacht van vliesvleugeligen uit de familie Trichogrammatidae. De wetenschappelijke naam van dit geslacht is voor het eerst geldig gepubliceerd in 2006 door Pinto.

## Soorten
Het geslacht Adelogramma is monotypisch en omvat slechts de volgende soort:
- Adelogramma primum Pinto, 2006